# برايس ووتر هاوس كوبرز

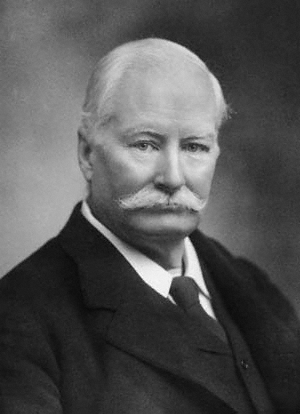
إدوين ووترهاوس 1907

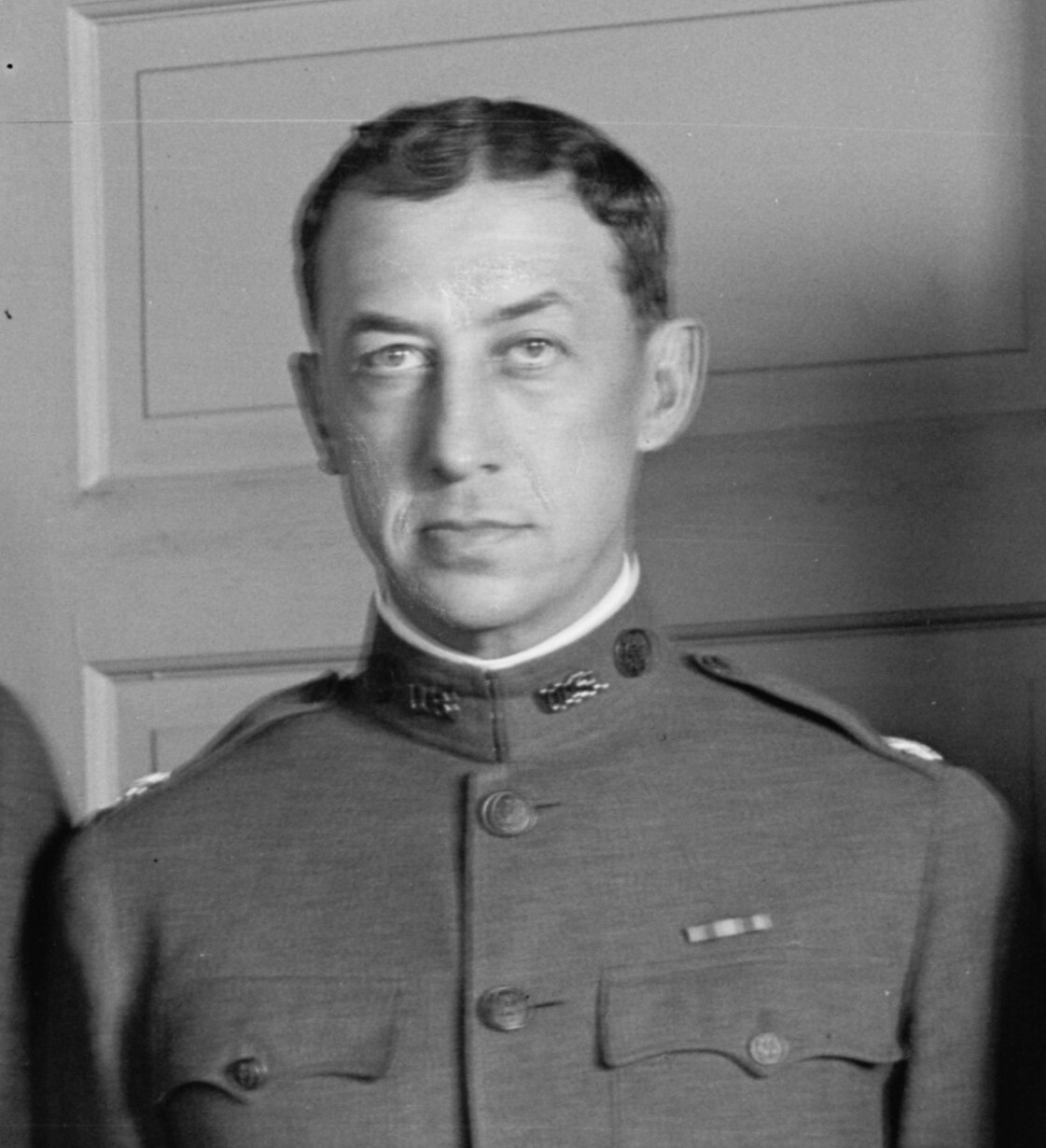
Robert Hiester Montgomery

برايس ووترهاوس كوبرز PricewaterhouseCoopers International Limited (الاسم التجاري PwC) هي شبكة خدمات مهنية متعددة الجنسيات تتخذ من لندن، المملكة المتحدة مقراً لها. تعد برايس ووترهاوس كوبرز ثاني أكبر شركة خدمات مهنية في العالم خلف ديلويت وتعد واحدة من مراجعي الحسابات الأربع الكبرى جنبا إلى جنب مع ديلويت وإرنست ويونغ وكيه بي إم جي. صنفت قبو المحاسبة 50 برايس ووترهاوس كوبرز كشركة محاسبة مرموقة في العالم على مدار سبع سنوات متتالية بالإضافة إلى أفضل شركة تعمل في أمريكا الشمالية لمدة ثلاث سنوات متتالية.
برايس ووترهاوس كوبرز هي شبكة من الشركات في 158 دولة و 743 موقع مع أكثر من 236000 شخص. اعتبارا من عام 2015 عملت 22٪ من القوى العاملة في آسيا و26٪ في أمريكا الشمالية ومنطقة البحر الكاريبي و32٪ في أوروبا الغربية. بلغت عائدات الشركة العالمية 37.7 مليار دولار في السنة المالية 2017 منها 16 مليار دولار تم الحصول عليها من خلال ممارسة ضمانها و9.46 مليار دولار من خلال ممارستها الضريبية و12.25 مليار دولار من خلال ممارستها الاستشارية. تقدم برايس ووترهاوس كوبرز خدماتها إلى 422 شركة من بين 500 شركة من شركات فورتشين 500.
تأسست الشركة في عام 1998 من خلال اندماج بين كوبرز وليبراند وبرايس وترهاوس. كان لدى كلا الشركتين تاريخ يعود تاريخهما إلى القرن التاسع عشر. تم اختصار الاسم التجاري إلى شركة PwC في سبتمبر 2010 كجزء من جهد تغيير العلامة التجارية. اعتبارًا من عام 2017 تعد برايس ووترهاوس كوبرز خامس أكبر شركة مملوكة للقطاع الخاص في الولايات المتحدة.

## التاريخ

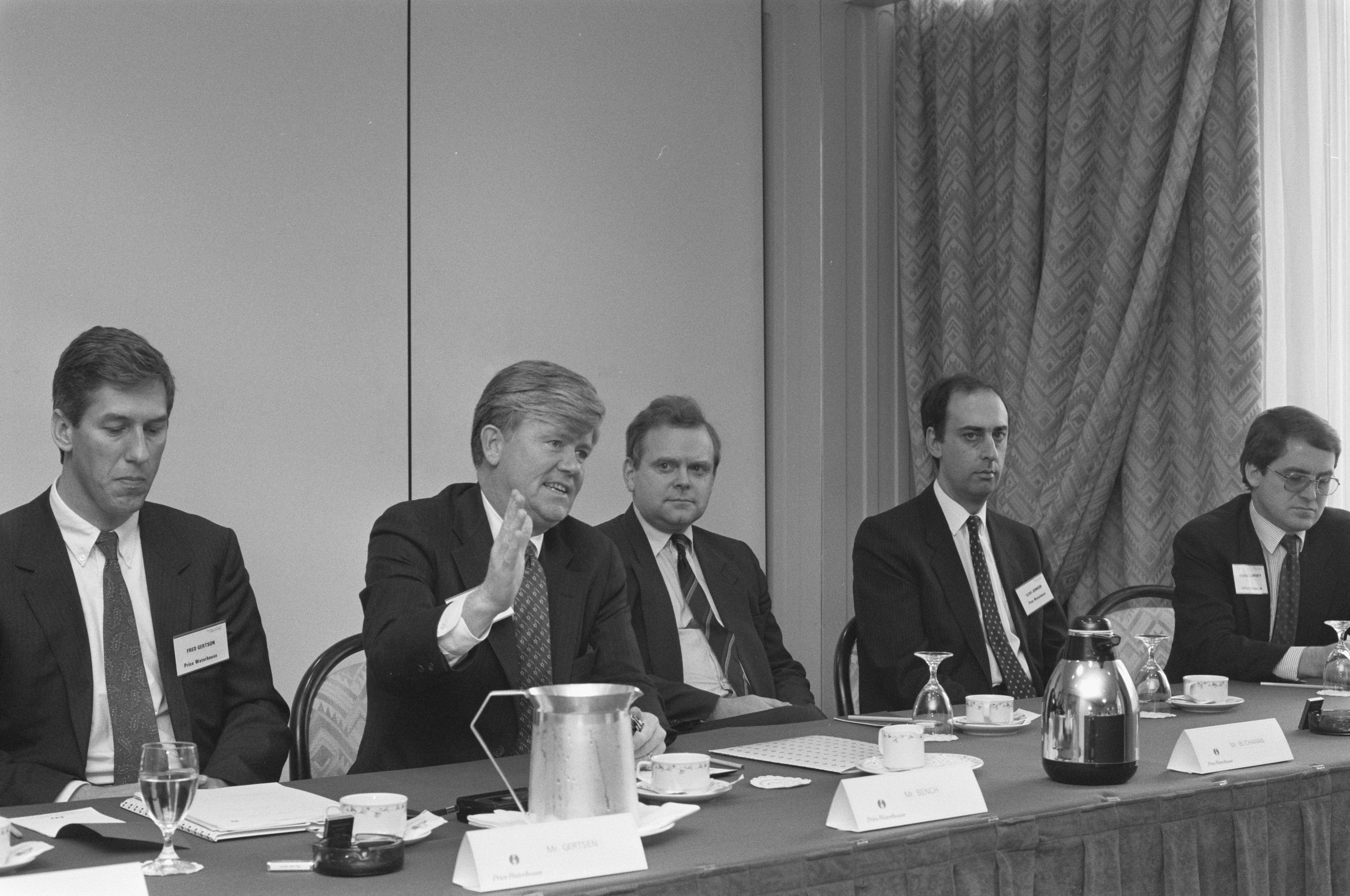

تم إنشاء الشركة في عام 1998 عندما اندمجت كوبرز وليبراند مع برايس وتر هاووس.

### كوبرز وليبراند
أسس ويليام كوبر في عام 1854 ممارسة محاسبية في لندن والتي أصبحت إخوة كوبر بعد سبع سنوات عندما انضم إليه إخوته الثلاثة. عام 1898 قام روبرت ه. مونتغمري وويليام إم. ليبراند وآدم أ. روس الابن وشقيقه ت. إدوارد روس بتكوين ليبراند وإخوة روس ومونتغمري في الولايات المتحدة.
في عام 1957 اتفق إخوة كوبر وليبراند وإخوة روس ومونتغمري والشركة الكندية ماكدونالد وكوري وشركائهما على تبني اسم كوبرز وليبراند في الممارسة الدولية. في عام 1973 قامت الشركات الثلاثة الأعضاء في المملكة المتحدة والولايات المتحدة وكندا بتغيير اسمهم إلى كوبرز وليبراند. ثم في عام 1980 وسعت شركة كوبرز وليبراند خبرتها في الإعسار بشكل كبير من خلال الحصول على شركة كورك غولي وهي شركة رائدة في هذا المجال في المملكة المتحدة. في عام 1990 في بعض البلدان بما فيها المملكة المتحدة اندمج كوبرز وليبراند مع ديلويت هاسكينز وسيلز ليصبحا كوبرز وليبراند ديلويت في عام 1992 عادوا إلى كوبرز وليبراند.

### برايس ووترهاوس
أسس سامويل لويل برايس وهو محاسب ممارسة محاسبية في لندن عام 1849. في عام 1865 دخل «برايس» في شراكة مع «ويليام هوبكنز هولي لاند» و«إدوين ووترهاوس». غادر هولي لاند بعد ذلك بوقت قصير للعمل بمفرده في المحاسبة وكانت الشركة معروفة منذ عام 1874 باسم برايس ووترهاوس وشركاه. (تم إسقاط الفاصلة من الاسم في وقت لاحق). يمكن العثور على اتفاقية الشراكة الأصلية التي وقعها برايس وهوليلاند وووترهاوس في أبراج ساوثوارك أحد المكاتب القديمة المهمة لشركة برايس وتر هاووس كوبرز (التي تم هدمها الآن).
بحلول أواخر القرن التاسع عشر حصلت شركة برايس ووترهاوس على تقدير كبير كشركة محاسبة. نتيجة لتزايد التجارة بين المملكة المتحدة والولايات المتحدة افتتحت برايس ووترهاوس مكتبًا في نيويورك عام 1890 وسرعان ما توسعت الشركة الأمريكية نفسها سريعا. افتتحت الشركة البريطانية الأصلية مكتبًا في مدينة ليفربول في عام 1904 ثم في أي مكان آخر بالمملكة المتحدة وفي جميع أنحاء العالم وفي كل مرة أقامت شراكة منفصلة في كل بلد: كانت ممارسة برايس ووترهاوس في جميع أنحاء العالم اتحادًا بين الشركات المتعاونة التي نمت بشكل عضوي بدلا من أن تكون نتيجة اندماج دولي.
في محاولة أخرى للاستفادة من وفورات الحجم ناقش برايس ووترهاوس وآرثر آندرسن الاندماج في عام 1989 ولكن فشلت المفاوضات بشكل رئيسي بسبب تضارب المصالح مثل العلاقات التجارية القوية لآندرسن مع آي بي إم وبرايس ووترهاوس التدقيق في آي بي إم وكذلك الثقافات المختلفة جذريا من الشركتين. قيل من قبل المتورطين في عملية الاندماج الفاشلة أنه في نهاية المناقشة أدرك الشركاء على المائدة أن لديهم وجهات نظر مختلفة حول الأعمال وتم إلغاء الاندماج المحتمل.

### 1998 إلى الان
في عام 1998 اندمجت برايس ووترهاوس مع كوبرز وليبراند لتشكيل برايس ووترهاوس كوبرز (مكتوبة بالحرف الصغير "w" وعلبة "C").
بعد الاندماج كان لدى الشركة فرع استشارات مهنية كبيرة كما فعلت شركات محاسبة رئيسية أخرى مما أدى إلى توليد الكثير من رسومها. كانت خدمات الاستشارات الإدارية المنطقة الأسرع نمواً والأكثر ربحية في الممارسة رغم أنها كانت دورية. كان السبب الرئيسي للنمو في التسعينيات هو تنفيذ أنظمة متكاملة لتخطيط موارد المؤسسات للشركات متعددة الجنسيات. وواجهت شركة برايس ووترهاوس كوبرز ضغوطا متزايدة لتجنب تضارب المصالح من خلال عدم تقديم بعض الخدمات الاستشارية ولا سيما تصميم وتنفيذ النظم المالية لعملائها في المراجعة. منذ أن قام بتدقيق نسبة كبيرة من أكبر الشركات في العالم بدأ هذا في الحد من سوق الاستشارات. زادت هذه النزاعات مع تطوير خدمات إضافية بما في ذلك الاستعانة بمصادر خارجية لتكنولوجيا المعلومات وعمليات المكتب الخلفي. ولهذه الأسباب في عام 2000 كان إرنست ويونغ الأولى من بين الأربع الكبرى لبيع خدماته الاستشارية إلى كابجيميني.
أدت تداعيات فضائح إنرون وورلدكوم وغيرها من مراجعات التدقيق المالي إلى تمرير قانون ساربينز أوكسلي (2002) مما حد بشدة من التفاعل بين خدمات الاستشارات الإدارية ومراجعة الحسابات (ضمان). بدأت برايس وتر هاووس كوبرز للاستشارات في إجراء أعمال تحت اسمها الخاص وليس كقسم خدمات استشارات إدارية من برايس وتر هاووس كوبرز. ومن ثم فقد خططت شركة برايس ووترهاوس كوبرز للاستفادة من النمو السريع الذي قامت به الخدمات الاستشارات الإدارية من خلال بيعه لشركة هوليت-باكارد (مقابل 17 مليار دولار أمريكي) لكن المفاوضات توقفت في عام 2000.
في عام 2000 استحوذت شركة برايس ووترهاوس كوبرز على الشريك أنظمة أومنيلوجيكس أكبر شركة استشارية في كندا.
في مارس 2002 أنهت آرثر آندرسن الشركات التابعة في هونغ كونغ والصين المحادثات للانضمام إلى شركة برايس ووترهاوس كوبرز في الصين.
أعلنت برايس وتر هاووس كوبرز في مايو 2002 أن أنشطتها الاستشارية سوف يتم نسجها ككيان مستقل وتوظيف مدير تنفيذي خارجي لإدارة الشركة العالمية. تم التعاقد مع شركة ولف أولينز الاستشارية الخارجية لإنشاء صورة العلامة التجارية للكيان الجديد والذي يسمى «الاثنين». ووصف الرئيس التنفيذي للشركة غريغ بريمان الاسم غير العادي بأنه «كلمة حقيقية ومختصرة ومعروفة وعالمية وملائمة لشركات تعمل بجد لتحقيق النتائج». ومع ذلك تم تنقيح هذه الخطط قريبًا. في أكتوبر 2002 باعت برايس ووترهاوس كوبرز كامل أعمال الاستشارات لشركة آي بي إم لما يقرب من 3.5 مليار دولار من النقد والأوراق المالية. تم استيعاب أعمال الاستشارات لشركة برايس وتر هاووس كوبرز في آي بي إم للخدمات التجارية مما زاد من حجم وإمكانيات ممارسة الاستشارات المتنامية لشركة آي بي إم.
بدأت برايس ووترهاوس كوبرز في إعادة بناء ممارساتها الاستشارية مع عمليات استحواذ مثل مجموعة باراغون الاستشارية وشركة الخدمات التجارية لشركة بيرينغ بوينت في عام 2009. واصلت الشركة هذه العملية من خلال الاستحواذ على الماس للاستشارات الإدارية والتكنولوجيا في نوفمبر 2010 وبي آر تي إم في أغسطس 2011. في عام 2012 استحوذت الشركة على شركة لوغان تود وشركائه وهي شركة استشارية للتحليلات والاستشارات الرقمية وشركة منظر عين النملة وهي شركة تطوير واستراتيجية لاستراتيجية وسائل الإعلام الاجتماعية للبناء على إمكانات برايس ووترهاوس كوبرز المتزايدة في مجال الاستشارات الإدارية وإمكانات إشراك العملاء.
في 30 أكتوبر 2013 أعلنت الشركة أنها ستحصل على شركة بوز وشركائه بما في ذلك اسم الشركة وشركائها البالغ عددهم 300 وذلك بعد أن صوّت شركاء بوز وشركائه في شهر ديسمبر على الصفقة. في 3 أبريل 2014 بوز وشركائه جنبا إلى جنب مع برايس ووترهاوس كوبرز أسسا الإستراتيجية و.
في 4 نوفمبر 2013 استحوذت الشركة على شركاء بي جي تي وهي شركة استشارية رقمية عمرها 17 عامًا.
بعد البحث عن دور النقود الرقمية لأكثر من عامين نشرت شركة برايس ووترهاوس كوبرز تقريرًا مكونًا من سبعة عشر صفحة بعنوان «المال ليس شيئا: فهم سوق العملات المتطورة المتطور» في أغسطس 2015. وخلص التقرير إلى أن العملة التقليدية ستحل محل الأسواق التقليدية الجديدة الأسواق المدفوعة بالتكنولوجيا.
في أكتوبر 2016 أعلنت برايس ووترهاوس كوبرز وإنفست كلود أكبر منصة تطبيقات رقمية في العالم أنهما دخلتا في علاقة عمل مشتركة غير حصرية مصممة لتسريع تبني وتطبيق منصة إنفست كلود للتطبيقات الرقمية. سوف تكون برايس ووترهاوس كوبرز شريكاً مفضلاً في التنفيذ والاستراتيجية لشركة إنفست كلود يركز على تقديم الأعمال وتطوير قدرات تطوير التطبيقات المالية الجديدة.
في يناير 2017 أعلنت برايس ووترهاوس كوبرز عن اتفاقية مدتها خمس سنوات مع جنرال إلكتريك لتوفير خدمات ضريبية مُدارة لشركة جنرال إلكتريك على أساس عالمي ونقل أكثر من 600 من فريق الضرائب العالمي التابع لشركة جنرال إلكتريك إلى شركة برايس ووترهاوس كوبرز. بالإضافة إلى ذلك ستحصل برايس ووترهاوس كوبرز على تقنيات جنرال إلكتريك الضريبية وتوفر خدمات مدارة ليس فقط لشركة جنرال إلكتريك ولكن أيضًا لعملاء برايس ووترهاوس كوبرز الآخرين.
في نوفمبر 2017 قبلت برايس ووترهاوس كوبرز بتكوين كعملة للدفع مقابل الخدمات الاستشارية وهي المرة الأولى التي تقبل فيها الشركة أو أي من شركات المحاسبة الأربعة الكبرى العملة الافتراضية كوسيلة للدفع. قبلت شركة هونغ كونغ في الشركة العملة المشفرة فيما يتعلق بالعمل من الشركات المحلية المتخصصة في تكنولوجيا بلوك تشين والعملات المشفرة.

## العمليات

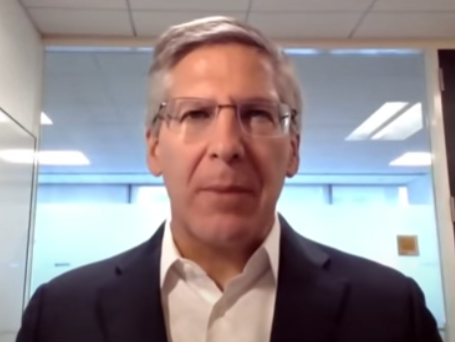
المدير العام روبرت إي. موريتز في قمة تأثير التنمية المستدامة 2021

تعتبر عمليات برايس وتر هاووس كوبرز عالمية ولكن تمثل عملياتها في أوروبا 43٪ من الإجمالي وأمريكا الشمالية ومنطقة البحر الكاريبي 41٪.

### خطوط الخدمة
يتم تنظيم برايس وتر هاووس كوبرز في خطوط الخدمات الثلاثة التالية (يتم سرد أسهم الإيرادات لعام 2017 بين قوسين):
- الضمان (42٪) - خدمات التأمين هي تلك المرتبطة عادةً بالتدقيق المالي.
- الاستشارات (33٪) - تشمل الخدمات الاستشارية التي تقدمها برايس وتر هاووس كوبرز اثنين من الإدارات الاستشارية الاكتوارية؛ إدارة الحلول الاكتوارية وحلول إدارة التأمين وإدارة فرع فرعي من «خدمات الموارد البشرية». يغطي الاكتواري أساسا خمس مجالات وهي: المعاشات التقاعدية والتأمين على الحياة والتأمين على غير الحياة والصحة والاستثمارات. تتعامل إدارة الحلول الاكتوارية وحلول إدارة التأمين مع التأمين على الحياة والتأمين على غير الحياة والاستثمارات بينما تتعامل إدارة فرع فرعي من «خدمات الموارد البشرية» بشكل رئيسي مع المعاشات التقاعدية وصحة المجموعة.[51] في الولايات المتحدة تخدم برايس وتر هاووس كوبرز الحكومة الفيدرالية الأمريكية من خلال ممارسات القطاع العام. لدى برايس ووترهاوس كوبرز أكثر من 2000 محترف يعملون في واشنطن ميترو كوريدور.[52] توسعت برايس ووترهاوس كوبرز أيضا في وسائل الإعلام الرقمية والمساحة الإعلانية.[53]
- الضريبة (25 ٪) - التخطيط الضريبي الدولي والامتثال لقوانين الضرائب المحلية والجمارك واستشارات الموارد البشرية والخدمات القانونية والتسعير التحويلي.

### تحليل البيانات
نظرًا لحجمها تستطيع شركة برايس وتر هاووس كوبرز المساهمة في تحليل البيانات في نطاق واسع من المجالات.
- حساب حجم سوق الطائرات بدون طيار: نشرت برايس وتر هاووس كوبرز تقريرا يشير إلى أن سوق الطائرات بدون طيار في العالم ستصل إلى ما يقرب من 127 مليار دولار بحلول عام 2020 مع بولندا في طليعة التشريعات للاستخدام التجاري للمركبات الجوية بدون طيار.[54][55]
- صاغ برايس ووترهاوس كوبرز العبارة إي7 لوصف الاقتصادات السبعة الناشئة مع توقع الشركة أن تستحوذ على دول مجموعة السبع اليوم بحلول عام 2050. وتشمل هذه الدول الناشئة: الصين وروسيا والهند والمكسيك وإندونيسيا وتركيا والبرازيل.[56]
- تقوم برايس وتر هاووس كوبرز بتقييم أقساط المخاطر في البلدان وهو عامل مهم في تحليل تقييم النشاط التجاري.[57][58]
- تحلل الشركة التكافؤ في الأجور والمرتبات النسبية للرجال مقابل النساء. في أوائل عام 2017 وجدت شركة برايس ووترهاوس كوبرز في إحدى الدراسات أن الأمر قد يستغرق 24 عام لإغلاق فجوة الأجور بين الجنسين.[59]
- تنشر برايس وتر هاووس كوبرز مؤشر الاقتصاد منخفض الكربون الذي يقيس مدى قيام مجموعة العشرين بتقليص كثافة الكربون وهي الانبعاثات المرتبطة باستخدام الطاقة.[60][61][62][63]
- اقتصاد البحر هو مشروع تحليل طويل الأجل من برايس وتر هاووس كوبرز البرتغال. تم إطلاق اقتصاد البحر قبل عشرة أعوام وهو جزء من مشروع «إتش إي إل إم» لإنشاء منهج متكامل «للاقتصاد الأزرق» الناجح والمستدام.[64][65]
- طورت برايس وتر هاووس كوبرز إطار عمل قياس وإطار التأثير الكلي المصمم لمساعدة الشركات في إجراء دراسات التأثير التي ستساعدهم على وضع قيمة على جميع أنشطة الشركة أو منتجاتها أو خدماتها. ووصف ميرفن كينغ رئيس مجلس التقارير الدولي المتكامل ذلك بأنه «خطوة كبيرة إلى الأمام في مساعدة الشركات على التفكير على أساس متكامل وتمكينها من القيام بأعمال تجارية في القرن الحادي والعشرين. كما أنه يساعد على تغيير العقليات لاتخاذ منظور كلي والتحرك نحو إعداد التقارير المتكاملة».[66][67]

### المكاتب
لدى برايس ووترهاوس كوبرز شركاء في حوالي 800 مكتب في 157 دولة مع 200000 موظف. المكاتب البارزة: برج المكتب البحري في بوسطن وبرج ماجوا كريسنت شلال المدينة في ميدراند بجنوب أفريقيا.
- القاهرة, مصر
- برج 185, فرانكفورت, ألمانيا
- فيغيروا في ويلشاير, لوس أنجلوس, كاليفورنيا, الولايات المتحدة
- ليما, بيرو
- مكان المياه العذبة, ملبورن, أستراليا
- أوسلو, النرويج
- بناية كاسوميغاسيكي, طوكيو, اليابان
- وارسو, بولندا
- برج برايس وتر هاووس كوبرز, مدريد, إسبانيا
- أكرا, غاناأكرا, غانا
- أوكلاند, نيوزيلندا
- ليدز, المملكة المتحدة
- قبرص
- برج 1 أبراج سيدني الدولية، أستراليا

قائمة الإيرادات التالية وفقًا للمنطقة هي من استعراض برايس وتر هاووس كوبرز السنوي العالمي: 2016.
| المنطقة                                | الإيرادات (2016)   |
| -------------------------------------- | ------------------ |
| آسيا                                   | 4.391 مليار دولار  |
| أستراليا وجزر المحيط الهادئ ونيوزيلندا | 1.452 مليار دولار  |
| أوروبا الوسطى والشرقية                 | 678 مليار دولار    |
| أوروبا الغربية                         | 12.339 مليار دولار |
| الشرق الأوسط وأفريقيا                  | 1.294 مليار دولار  |
| أمريكا الشمالية ومنطقة البحر الكاريبي  | 14.916 مليار دولار |
| أمريكا الجنوبية والوسطى                | 826 مليون دولار    |

## البنية القانونية

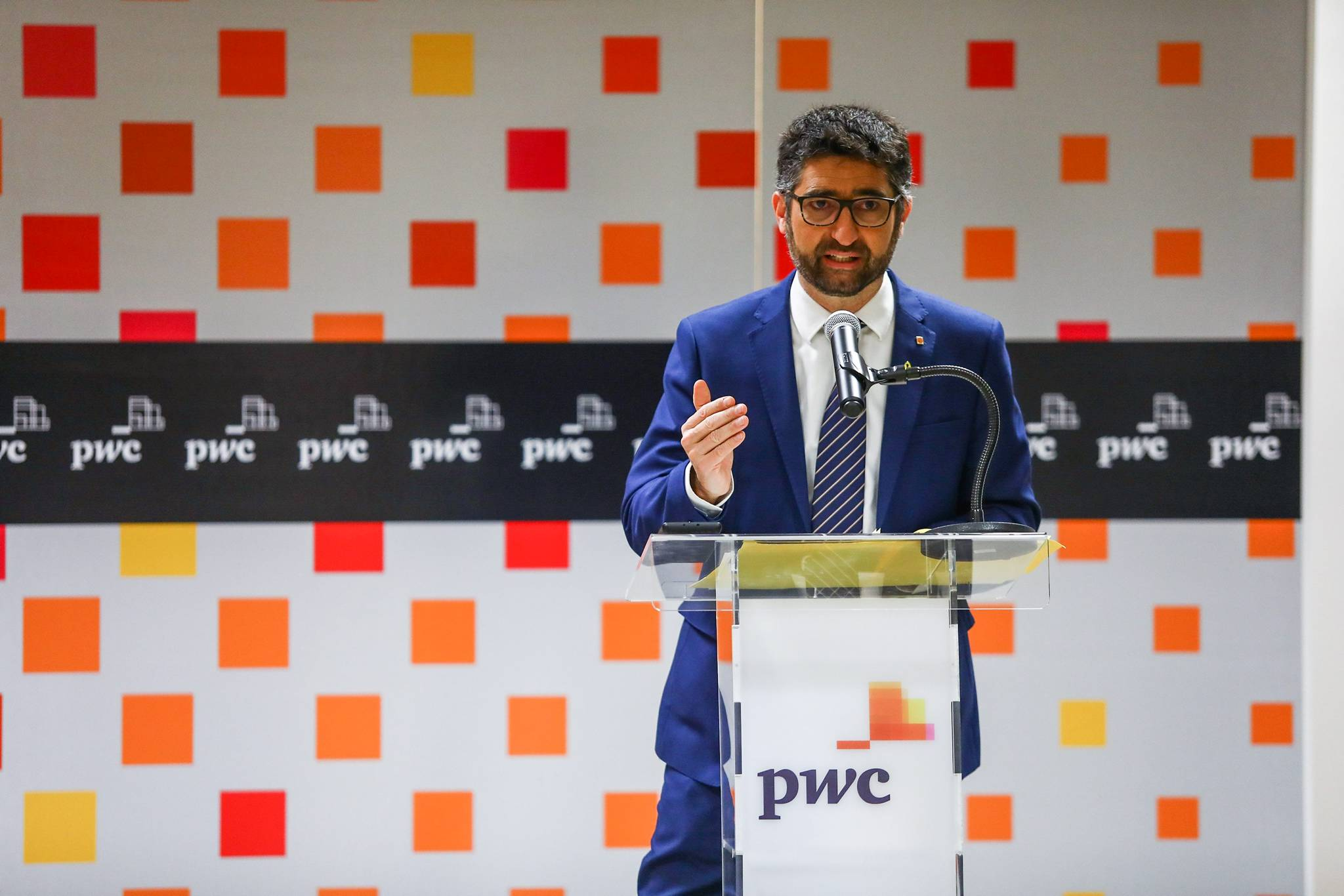
المستشار بوينييرو أثناء عرض احد التقارير عام 2021

تشير برايس ووترهاوس كوبرز إلى شبكة برايس ووترهاوس كوبرز و/أو واحدة أو أكثر من الشركات الأعضاء فيها وكل منها عبارة عن كيان قانوني منفصل بسبب المتطلبات التشريعية المحلية. مثل كل شركات الخدمات المهنية الأخرى كل شركة عضوة مستقلة مالياً وقانونياً. يتم تنسيق برايس ووترهاوس كوبرز من قبل شركة خاصة محدودة بالضمان بموجب القانون الإنجليزي تسمى برايس ووترهاوس كوبرز العالمية المحدودة. بالإضافة إلى ذلك يتم تسجيل شركة برايس ووترهاوس كوبرز ككيان متعدد التخصصات يوفر أيضًا الخدمات القانونية.

## الاسم
تم تشكيل اسم برايس ووتر هاوس كوبرز من خلال الجمع بين أسماء برايس ووترهاوس وكوبرز وليبراند بعد اندماجهما في عام 1998. في 20 سبتمبر 2010 أعادت تسمية برايس ووترهاوس كوبرز على أنها برايس ووترهاوس كوبرز على الرغم من أن الاسم القانوني للشركة بقي برايس ووترهاوس كوبرز.

## الشعار
فيما يلي العديد من الشعارات التي استخدمتها الشركة على مر السنين. تم تقديم شعار برايس ووتر هاوس كوبرز الحالي في سبتمبر 2010 عندما غيرت الشركة اسمها التجاري من برايس ووتر هاوس كوبرز إلى بي دبليو سي. تم تصميمه من قبل وولف أولينز.

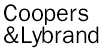
شعار كوبرز وليبراند قبل اندماج 1998
شعار برايس ووتر هاوس كوبرز من 1998 إلى 2010
شعار بي دبليو سي من 2010 إلى الوقت الحاضر

## أكاديمية الفنون والعلوم السينمائية
استخدمت أكاديمية الفنون والعلوم السينمائية خدمات برايس ووتر هاوس كوبرز لاحتساب الأصوات لجوائز الأوسكار منذ عام 1935. بالإضافة إلى ذلك أشرفت الشركة على انتخابات أكاديمية الفنون والعلوم السينمائية وتعد مستنداتها المالية وهي مسؤولة عن الإيداعات الضريبية للمجموعة.

### أفضل خطأ في إعلان الصورة
في حفل توزيع جوائز الأوسكار التاسع والثمانون في عام 2017 تم الإعلان عن لا لا لاند بشكل غير صحيح على أنه الفائز بجائزة الأوسكار لأفضل فيلم بعدما قام شريك برايس ووتر هاوس كوبرز بريان كولينان بإعطاء المقدمين وارن بيتي وفاي دوناوي المغلف الخاطئ. كانت برايس ووترهاوس كوبرز مسؤولة عن جدولة النتائج وإعداد المغلفات وتسليمها إلى مقدمي العروض. كان يطلق عليه «سوء الفوضى كما يمكن أن تتخيل». اتخذت الشركة «المسؤولية الكاملة» عن تسليم المغلف الخطأ واعتذرت عن الخطأ واعترفت بأن كولينان وشريكتها في شركة برايس ووترهاوس كوبرز روزا لم يتبعا البروتوكولات لتصحيح الخطأ بسرعة. في مارس 2017 صوت مجلس محافظي الأكاديمية لصالح الاحتفاظ بخدمات شركة المحاسبة برايس ووترهاوس كوبرز على الرغم من الاختلاط قائلاً: «تم وضع بروتوكولات جديدة بما في ذلك إشراف أكبر من رئيس شركة برايس ووترهاوس كوبرز في الولايات المتحدة تيم ريان».

## الرعاية

### الرياضة
ترعى برايس ووتر هاوس كوبرز مجلة كرة القدم الكندية الأسبوعية على الإنترنت. ومنذ عام 2011 كانت برايس ووترهاوس كوبرز ترعى الاتحاد الملكي البلجيكي لكرة القدم ومنتخب بلجيكا لكرة القدم (الملقب بالشياطين الحمر). منذ عام 1992 رعت برايس ووترهاوس كوبرز منتخب هولندا لكرة القدم .
رعت الشركة تسعة رياضيين كنديين في عام 2011: راكب الدراجة الهوائية رايدر هيسجيدال والمتزلجان الفائزان بالميداليات الذهبية الأولمبية تشارلز وفرانسوا هاملن والمصارعة الحرة كارول هيونه ومتسلق جبال الألب مات هالات وأربعة رياضيين إضافيين.
في مايو 2016 وافقت برايس ووترهاوس كوبرز على تجديد رعايتهم للاتحاد الإيرلندي للرجبي لمدة أربع سنوات أخرى. تشمل الرعاية شركة برايس ووترهاوس كوبرز التي تواصل كونها الراعي الرسمي لفرق أيرلندا تحت 20 سنة وأيرلندا تحت 19 سنة وأيرلندا تحت 18 سنة. مددت برايس ووترهاوس كوبرز من رعايتها لبطولة اللاعبين الخاصة برابطة جولفر المحترفة حتى عام 2017. وستكون الشركة واحدة من «شركتين فخريتين» فقط من فعاليات جولة المحترفين السنوية التي تقام كل عام في سوغراس.

### الجوائز
ترعى برايس ووترهاوس كوبرز المدير المالي الكندي للعام. وأنشأت برايس ووترهاوس كوبرز جوائز بناء الثقة العامة في الإبلاغ عن الشركات في عام 2002 والتي تغطي الآن 100 و250 والقطاع الخاص والعام والخيري لما مجموعه 18 جائزة.

### الشركات الناشئة
عام 2010 أعلنت ستارت أب بوت كامب كوبينهاغن أن شركة برايس ووتر هاوس كوبرز الدانمارك قد وقعت اتفاقية رعاية معها مما جعل برايس ووتر هاوس كوبرز أول راع توقع لها. وفي عام 2010 بدأت برايس ووترهاوس كوبرز برعاية منظمة سلاش غير الربحية الدولية التي تنظم الأحداث التي تطابق رواد الأعمال والمواهب التقنية مع الشركات الكبرى والمستثمرين.
ترعى برايس ووترهاوس كوبرز أيقونات النمو السريع وهو مؤتمر يسلط الضوء على الأفكار من بناة الأعمال الناجحة ومجموعة من الحاضرين مؤسسي الشركات ذات النمو السريع في الإيرادات وتقديم النصائح والتعلم العملي في جلسات مؤسس إلى مؤسس. يرعى نادي برايس ووتر هاوس كوبرز لرواد الأعمال الأعضاء من خلال شركاء المجتمع بما في ذلك مدرسة رجال الأعمال الاجتماعيين والمؤسسات الاجتماعية في المملكة المتحدة.

### آخرون

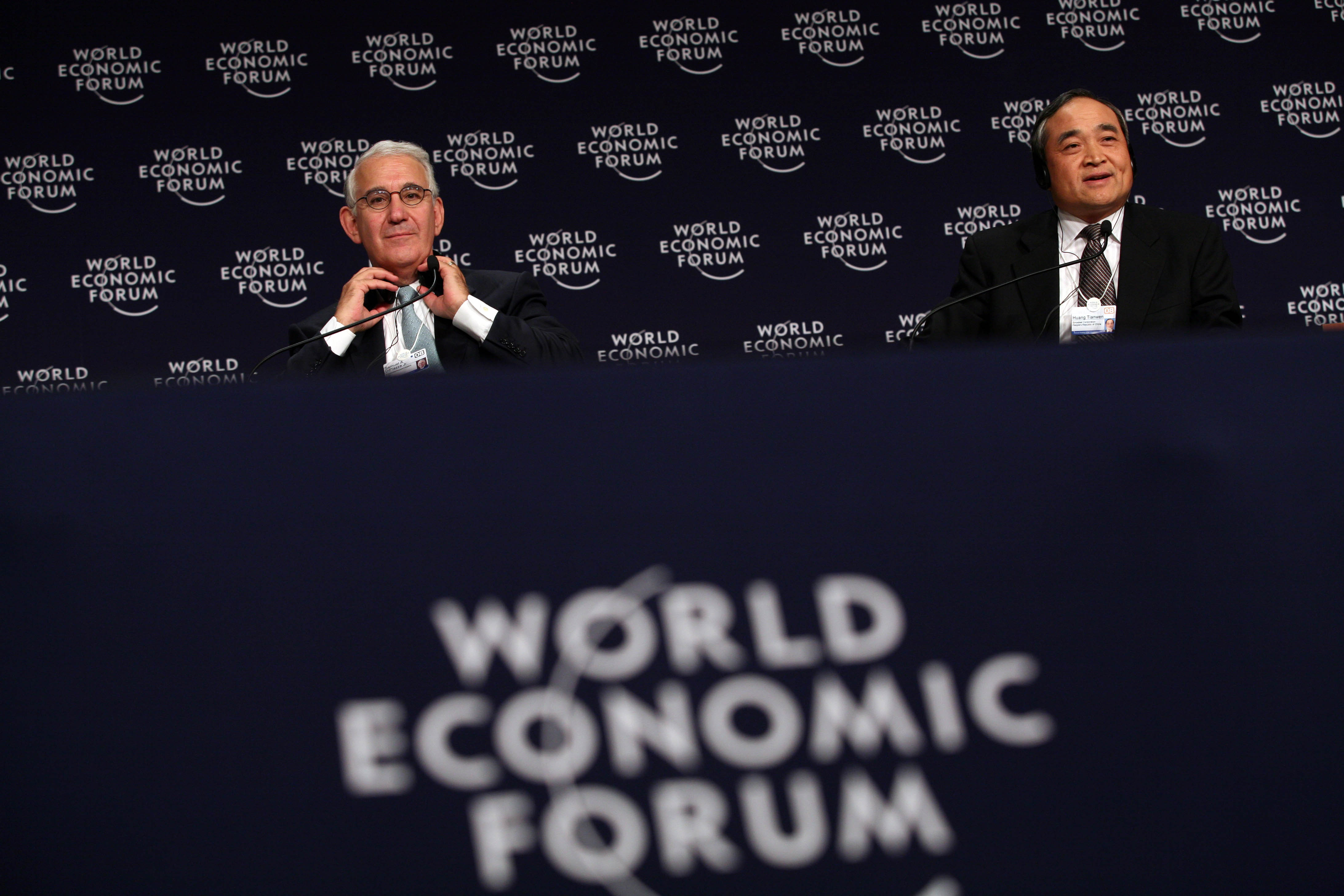
Samuel DiPiazza, Huang Tianwen

في فبراير 2011 كانت برايس ووترهاوس كوبرز راعية النقاش التلفازي «مستقبل التوظيف: الغرب لا يعمل» والذي تم تصويره في اجتماع المنتدى الاقتصادي العالمي السنوي. كانت الشركة شريكا استراتيجيا مع المنتدى الاقتصادي العالمي منذ الثمانينات. وترعى برايس ووترهاوس كوبرز مؤسسة خيرية تأسست عام 1949 تتمثل مهمتها في «تقديم المساهمات لأفراد الشركة في أوقات الشدائد المالية من خلال صندوق رعاية الأشخاص والمنظمات غير الربحية التي تدعم وتروج التعليم والنزاهة الإنسانية». عام 2016 كانت برايس ووترهاوس كوبرز راعية لقمة الرؤساء التنفيذيين لأبيك المنعقد في بيرو. وهي الشركة الراعية لملتقى عالم الهاتف النقال والمنتدى الاقتصادي العالمي.
برايس ووترهاوس كوبرز ترعى برايس ووترهاوس كوبرز لفن التمثيل الإيمائي وهي فرقة مسرحية تنتج عرض واسع النطاق يهدف إلى جلب الفرح للأطفال من المدارس داخل المدينة والجمعيات الخيرية. في عام 2017 كان إنتاجها من هانسل وجريتل هو إنتاجها ال81 لفن التمثيل الإيمائي كجزء من برنامج شئون المجتمع المحلي الذي يدعم المجتمع المحلي. ايضا هي شريك مع الأوركسترا الموسيقية الملكية في هولندا.
وترعى برايس ووترهاوس كوبرز حملة الشراء الاجتماعي وهي الحملة الرائدة للمؤسسة الاجتماعية في المملكة المتحدة التي تبني أسواق المؤسسات الاجتماعية في القطاعين العام والخاص. يشترك في رعاية تحدي الشركات الاجتماعية برعاية برايس ووترهاوس كوبرز المؤسسة الاجتماعية في المملكة المتحدة ومكتب مجلس الوزراء لجلب أعمال رفيعة المستوى معاً للالتزام بإنفاق مليار جنيه إسترليني مع المؤسسات الاجتماعية بحلول عام 2020.
تدعم الشركة مسرح أولد فيك في لندن. «رفاهية النساء» هي منظمة غير ربحية تعمل على تحسين صحة النساء والأطفال بدعم من برايس ووترهاوس كوبرز. وترعى برايس ووترهاوس كوبرز جوائز المملكة المتحدة للأعمال الخاصة.

## شؤون الشركة والثقافة

### ثقافة الشركات العامة
بالمقارنة مع الثلاثة الآخرين من «الأربعة الكبار» فإن شركة برايس ووترهاوس كوبرز لديها مناخ «أقل تنافسية». ووفقًا لأحد المراقبين فإن جوهر العمل هو كيفية تقدير الشركة وتشجيع «الاختلاف من خلال بناء بيئة يمكن للجميع أن يكونوا فيها». توظف الشركة أعدادًا كبيرة من العمال الشباب مع 80 بالمائة من القوى العاملة في الألفية. تستخدم برايس ووترهاوس كوبرز التعليم لسد الفجوة الثقافية بين الأجيال. كما تنفذ الشركة أيضًا «خطة تحسين الربط لتعزيز مشاركة الموظفين». تعتمد برايس ووترهاوس كوبرز على مشاركة الموظفين للمعرفة والتعلم. كبار الموظفين تسهيل التعلم. تعليم الجيل القادم ما يعرفونه هو أحد المفاتيح التي تضمن أن برايس ووترهاوس كوبرز يمكن أن تجلب قيمة لعملائها.
تلتزم برايس ووترهاوس كوبرز بالتنوع في مكان العمل حيث تعقد «أسبوع التنوع العالمي» السنوي.
لتعزيز الشمولية والتنوع والمساواة والاحترام والتسامح في بيئة عمل محترمة أطلقت برايس ووترهاوس كوبرز هولندا مشروع غلي: شبكة مثلي الشاذون والسحاقيات وكل شخص آخر.

### المؤسسة الخيرية
تشترك مؤسسة برايس ووترهاوس كوبر الخيرية وهي كيان منفصل عن الشركة في أهداف مماثلة وفقا لما ذكره فرانك غوديا وهو أمين وعضو في مجلس إدارة المؤسسة. تركز المؤسسة على الإنسانية والتعليم للأطفال وقدامى المحاربين.

### أهداف التنمية المستدامة: مجلس الأعمال العالمي للتنمية المستدامة
نشرت برايس ووترهاوس كوبرز تقريرا يتضمن بيانات عن وعي أهداف التنمية المستدامة وعن من ينظر إليه على أنه الكيان المسؤول عن جلب أهداف التنمية المستدامة إلى السوق.

### دعم التعليم
في عام 2015 منحت شركة برايس ووترهاوس كوبرز تبرعاً بقيمة 100.000 دولار إلى كلية الأعمال بجامعة فلوريدا الدولية وكلية المحاسبة.

### حقوق العمال
في عام 2011 تم تعيين شركة برايس ووترهاوس كوبرز لإجراء مراقبة مستقلة لشركة التطوير والاستثمار السياحي وهي سياسة ممارسات التوظيف لشركة التطوير والاستثمار السياحي والتي تم طرحها بالفعل في عام 2009. وكانت شركة التطوير والاستثمار السياحي أول شركة تطوير كبرى في الشرق الأوسط في أبوظبي تقدم مثل هذه السياسة التي تهدف إلى حماية رفاهية العمال الذين يعملون من قبل المقاولين والمقاولين من الباطن.

### سياسة ساعات العمل المرنة
يمكن للموظفين في برايس ووترهاوس كوبرز أن يقترحوا ساعات العمل الخاصة بهم لكن الشركة ليس عليها الامتثال.

### «مدونة السلوك» العالمية
في عام 2002 نشرت شركة برايس ووترهاوس كوبرز أول مدونة عالمية لقواعد السلوك لمهنة المحاسبة لمساعدة موظفيها حول العالم على الحفاظ على ثقافة الأخلاق والنزاهة. في نوفمبر 2016 قامت الشركة بتحديث مدونة قواعد السلوك الخاصة بها.

### إستراتيجية و
«إستراتيجية و» وبرايس ووتر هاوس كوبرز أصدرتا «إستراتيجية + الأعمال» وهي مجلة على الإنترنت تناقش جوانب إستراتيجية الأعمال والمسائل ذات الصلة.

## الشراكات

### مؤتمر القمة العشرين لعام 2020
في مايو 2016 في مقر الأمم المتحدة في نيويورك كانت شركة برايس ووترهاوس كوبرز واحدة من الرعاة الرئيسيين لمؤتمر القمة العشرين لعام 2020. جمعت القمة أكثر من 400 شخص لمناقشة كيفية توفير الهوية الرقمية للجميع وهو هدف التنمية المستدامة المحدد بما في ذلك 1.5 مليار شخص يعيشون دون أي شكل من أشكال التعرف المعترف بها. انضم خبراء في سلسلة الكتل وغيرها من تقنيات التشفير مع ممثلي هيئات المعايير الفنية لتحديد كيف يمكن للخبرات التقنية وغيرها من القطاع الخاص تحقيق الهدف.

### هو لأجلها
برايس ووتر هاوس كوبرز هي الشريك المؤسس لهيئة الأمم المتحدة للمرأة لمبادرة هو لأجلها لتعزيز المساواة بين الجنسين. ابتكرت المبادرة دورة تدريبية على الإنترنت تضم مايكل كيميل وهو أستاذ متميز في جامعة ولاية نيويورك في علم الاجتماع ودراسات النوع الاجتماعي في جامعة ستوني بروك التي تهدف إلى زيادة الوعي بالانحياز الجنساني اللاشعوري في حياة الشركات. إيما واتسون الممثلة البريطانية وسفيرة الأمم المتحدة للنوايا الحسنة للنساء هي من أبرز المؤيدين لحملة «هو لأجلها» للنساء في الأمم المتحدة.

### جوجل
في عام 2014 أعلنت شركة جوجل عن شراكتها مع شركة برايس ووترهاوس كوبرز لتشجيع تبني الحوسبة السحابية بين الشركات. تعتبر الشراكة مع جوجل جزءًا من قرار شركة برايس ووترهاوس كوبرز للبدء في نقل نشاطها التجاري إلى الحوسبة السحابية. برايس ووترهاوس كوبرز هي واحدة من بين ثلاثة ملايين عميل تجاري يستخدمون الخدمات المدفوعة من خلال جوجل أبز والتي كانت تُعرف سابقًا باسم أبز للعمل.

### كورسيرا
أطلقت الشركة بالشراكة مع كورسيرا برنامجًا تعليميًا من خمسة أصناف على الإنترنت يسمى «تحليل البيانات ومهارات العرض».

### مايكروسوفت
في عام 2013 شكّلت برايس ووتر هاوس كوبرز ومؤسسة مايكروسوفت تحالفًا استراتيجيًا لمساعدة الشركات العاملة في مشاريع تحويل المؤسسات باستخدام تقنية حلول الأعمال من مايكروسوفت. في عام 2016 انضمت برايس ووتر هاوس كوبرز مع مايكروسوفت في الهند لتقديم خدمات كلتا الشركتين لمجتمع الأعمال في الهند.

### سلسلة في
في 15 مايو 2017 أعلنت برايس ووتر هاوس كوبرز الصين وبرايس ووتر هاوس كوبرز سنغافورة عن شراكة مع سلسلة في وهي إحدى الشركات المزودة للخدمات المجتمعية المدمجة في سنغافورة.

### طلب الشبكة
في 26 مارس 2018 أعلنت برايس ووتر هاوس كوبرز فرنسا عن شراكة مع طلب الشبكة وهي مزود خدمات سلسلة بلوك في سنغافورة والتي شكلت شراكة مع معمل سلسلة بلوك الأفريقية الفرنكفونية.

## الموظفون
من عام 2010 حتى عام 2016 ارتفع عدد الموظفين في جميع أنحاء العالم من حوالي 160,000 إلى أكثر من 223,000 موظف. أكبر نسبة من العمال يعملون في أوروبا. تؤكد برايس ووتر هاوس كوبرز على الدور الذي يؤديه المديرون التنفيذيون في تحول الشركات لتلبية احتياجات سوق القرن الواحد والعشرين.
فيما يلي رسم بياني لعدد الموظفين في كل منطقة من مناطق العالم اعتبارًا من الربع الأول من عام 2017.
| المنطقة                                | عدد الموظفين |
| -------------------------------------- | ------------ |
| آسيا                                   | 47,090       |
| أستراليا وجزر المحيط الهادئ ونيوزيلندا | 7,339        |
| أوروبا الوسطى والشرقية                 | 8,432        |
| الشرق الأوسط وأفريقيا                  | 12,861       |
| أمريكا الشمالية ومنطقة البحر الكاريبي  | 53,656       |
| أمريكا الجنوبية والوسطى                | 12,861       |
| أوروبا الغربية                         | 65,870       |

## الخريجين
أبرز الخريجين المتميزين:
- فيل نايت - مؤسس شركة نايكي.[148]
- إد باستيان - الرئيس التنفيذي لشركة خطوط دلتا الجوية.[149]
- ريتش كريمر - رئيس مجلس الإدارة والرئيس التنفيذي لشركة شركة غوديير للإطارات والمطاط.[150]
- براد تيلدن - الرئيس التنفيذي ورئيس خطوط آلاسكا الجوية.[151]
- السير إيان باول - رئيس شركة كابيتا شركة الاستعانة بمصادر خارجية.[152]
- ويندل ويكس - رئيس كورنينغ إنكوربوريتد.[153]
- مايك دولي - مؤلف ومتحدث ورجل أعمال.[154]
- توني هارينغتون - الرئيس التنفيذي لشركة مينتر إليسون.[155]

## الجائزة
صنّفت برايس ووتر هاوس كوبرز في المرتبة 175 على قائمة أفضل أرباب العمل في كندا وفي المرتبة الخامسة في قائمة أكبر الشركات الخاصة في أمريكا وفي المرتبة السادسة والخمسون بعد المائتين على قائمة أفضل أصحاب الأعمال في أمريكا.
عصر الإعلان المسمى مركز خبرة برايس ووتر هاوس كوبرز للخدمات الرقمية واحد من أفضل أربعة أماكن للعمل في الإعلان والوسائط في عام 2016.
منحت نشرة المحاسبة الدولية برايس ووتر هاوس كوبرز جائزة «ابتكار مراجعة الحسابات للعام» لعام 2016.
فازت برايس ووتر هاوس كوبرز سنغافورة بجائزة أفضل الممارسات في عام 2016 من معهد سنغافورة للمحاسبين القانونيين.
أقرت جوائز اختيار العملاء الماليين الأستراليين برايس ووتر هاوس كوبرز بجائزة السوق الرائدة الأسترالية لعام 2017.
لقد تم الاعتراف بشركة برايس ووتر هاوس كوبرز أستراليا من قبل العملاء كشركة رائدة في السوق في حفل جوائز الاختيار المالي لعام 2016.
في عام 2016 عينت براند فاينانس برايس ووتر هاوس كوبرز كواحدة من أقوى العلامات التجارية للأعمال التجارية وواحدة من أقوى عشر علامات تجارية في العالم في مؤشرها السنوي.
صنّفت برايس ووتر هاوس كوبرز في المرتبة الثالثة في أفضل 12 شركة للتنوع العالمي في شركة دايفرستي.
للسنة الثانية على التوالي فازت شركة برايس ووترهاوس كوبرز بجائزة أفضل شركة استشارية عالمية في مجال المشاريع.
احتلت المجلة الاقتصادية «الاستراجية + الأعمال» التي تصدرها «الإستراتيجية و» المرتبة الرابعة في الأبحاث الرئيسية ومراكز الفكر العالمية من قبل برنامج الدبابات الفكرية العالمية والجمعيات المدنية.
احتلت برايس ووترهاوس كوبرز المرتبة الأولى في قائمة أفضل 100 موظف من خريجي تايمز لعام 2016 وذلك للسنة الثالثة عشر على التوالي القياسية.
للسنة الرابعة عشرة على التوالي احتلت برايس ووترهاوس كوبرز البرازيل المرتبة الأولى في فئة التدقيق في قائمة مجلة كارتا كابيتال التي تحمل اسم (أكثر شركات البرازيل إثارة للإعجاب).
تم اختيار شركة برايس ووترهاوس كوبرز الولايات المتحدة كواحدة من «أفضل 100 شركة للعمل في فورتشن» للعام العاشر على التوالي من 13 عامًا على القائمة.
فازت برايس ووترهاوس كوبرز الهند بجائزة رابطة شركات الاستشارات الإدارية العالمية للأضواء في فئة استراتيجيات النمو.

## الخلافات

### التمييز في العمل الجنساني
في عام 1989 قررت المحكمة العليا للولايات المتحدة أن على برايس ووترهاوس كوبرز أن تثبت بفارق كبير في الأدلة التي تفيد بأن القرار المتعلق بالعمالة كان سيبدو على حاله إذا لم يحدث تمييز جنسي. فشلت شركة المحاسبة في إثبات أن القرار نفسه بتأجيل ترويج شركة آن هوبكنز للشراكة كان سيحدث في غياب التمييز على أساس الجنس وبالتالي فإن قرار التوظيف يشكل تمييز جنسي بموجب المادة السابعة من قانون الحقوق المدنية لعام 1964. كانت أهمية حكم المحكمة العليا ذات شقين. أولاً أثبتت أن القوالب النمطية للجنسين قابلة للتطبيق كتمييز جنسي. وثانياً أنشأت الإطار المختلط الدافع كإطار استدلالي لإثبات التمييز بموجب نظرية معاملة متباينة حتى عندما تكون هناك أسباب قانونية لعمل العمالة المعاكسة. تم وضع ترشيح هوبكنز للشراكة على أساس غير مسمى. استقالت في النهاية ورفعت دعوى ضد الشركة بسبب التمييز الجنسي المهني قائلة أن عدم الترويج لها جاء بعد ضغوط للمشي والتحدث وارتداء الملابس والتصرف أكثر «بشكل أنثوي».
عام 1990 أمر قاضي المقاطعة الفيدرالية في واشنطن الشركة جعل هوبكنز شريكا. كانت هذه هي المرة الأولى التي تمنح فيها المحكمة شراكة في شركة مهنية كعلاج للتمييز الجنسي أو العنصري.
بعد هذه الدعوى تلقت الشركة اهتمامًا من وسائل الإعلام بسبب ممارساتها التمييزية في العمل تجاه الذكور أيضًا. على الرغم من حدوث حوادث تهميش العمالة هذه في حالات نادرة إلا أن هناك العديد من حالات المعاملة غير العادلة في العمل.

### مشكلات الضرائب
تلقت برايس ووترهاوس كوبرز مبلغ 55 مليون دولار من شركة كاتربيلر لتطوير نظام لتجنب الضرائب وفقاً لتحقيقات في مجلس الشيوخ. تم تحويل الأرباح التي تبلغ قيمتها 8 مليار دولار من الولايات المتحدة إلى سويسرا مما جعل من الممكن توفير أكثر من 2.4 مليار دولار من الضرائب الأمريكية على مدى عقد من الزمان. في سويسرا تم فرض ضرائب على الأرباح بنسبة 4٪. وعلق شريك من شركة برايس ووترهاوس كوبرز شارك في تصميم خطة توفير الضرائب: «سنكون جميعًا متقاعدين عند ذلك ... يأتي على المراجعة».
عام 1990 استحوذت دائرة الإيرادات الداخلية الأمريكية على معظم أصول ويلي نيلسون بدعوى أنه مستحق عليه 32 مليون دولار من الضرائب المتأخرة بما في ذلك الغرامات والفوائد. رفع دعوى قضائية ضد «برايس ووترهاوس كوبرز» زاعمًا أنهم وضعوه في ملاجئ ضريبية لم يتم رفضها في وقت لاحق من مصلحة الضرائب. تمت تسوية الدعوى مقابل مبلغ لم يتم الإفصاح عنه.

### المجموعة العالمية الأمريكية
قالت مجلة بيزنس ويك أن برايس ووترهاوس كوبرز كانت مدققة حسابات المجموعة العالمية الأمريكية خلال سنوات من «المعاملات المشكوك فيها». قالت المجموعة العالمية الأمريكية في 30 مارس 2005 أن التعامل مع شركة تأمين مقرها باربادوس على سبيل المثال ربما يكون قد تم حسابه بشكل غير صحيح على مدى السنوات الأربعة عشر الماضية لأن شركة تابعة للمجموعة العالمية الأمريكية ربما كانت تغطي سرا خسائر شركة التأمين تلك.
وقال بيزنيس ويك أن شركة برايس ووترهاوس كوبرز قد «أسقطت الكرة» على الصفقات بين المجموعة العالمية الأمريكية وشركة جنرال ري التابعة لشركة بيركشير هاثاواي التي حولت 500 مليون دولار من المطالبات والعلاوات المتوقعة لشركة التأمين الأمريكية. وتساءلت «بيزنيس ويك»: «هل قام المدقق بعمله من خلال التحقق من أن المجموعة العالمية الأمريكية كانت تتحمل المخاطرة فيما يتعلق بالمطالبات التي تتجاوز 500 مليون دولار وبالتالي سمح للمجموعة العالمية الأمريكية بمحاسبة الصفقة كضمان؟ وهذا هو الحساب 101 في أي صفقة لإعادة التأمين».
كما تم انتقاد شركة برايس ووتر هاوس كوبرز من قبل العديد من الشهود خلال التحقيق في انهيار المجموعة العالمية الأمريكية بعد أن كانت شركة التأمين غير قادرة على الوفاء بالتزاماتها الضمانية إلى غولدمان ساكس. كان من المتوقع أن تغطي شركة التأمين الفرق في القيمة بين عقود مقايضة العجز عن سداد الائتمان التي باعتها لشركة غولدمان ساكس لكن رئيس الوحدة في المجموعة العالمية الأمريكية لم يوافق على التقييم الذي قدمه بنك غولدمان. ووفقًا لمذكرة نشرتها بزنس إنسايدر تساءل الشهود كيف أن برايس ووتر هاوس كوبرز كانت تقوم بالتوقيع على حسابات كل من المجموعة العالمية الأمريكية وغولدمان ساكس عندما كانوا يستخدمون أساليب تقييم مختلفة لعقود المقايضة (وبالتالي حجزوا قيمًا مختلفة لهم في حساباتهم).

### إيقاف تشوأوياما
كانت شركة تشوأوياما للتدقيق المحاسبي (باليابانية: 中央青山監査法人) الشركة اليابانية التابعة لخدمات ضمان برايس ووتر هاوس كوبرز من أبريل 2000 إلى 2006. في مايو 2006 أوقفت وكالة الخدمات المالية اليابانية تشوأوياما من تقديم بعض خدمات المراجعة القانونية لمدة شهرين في أعقاب انهيار شركة مستحضرات التجميل كانيبو والتي تم العثور على ثلاثة من الشركاء الذين يساعدون في الاحتيال المحاسبي لزيادة الأرباح من قبل شركة حوالي 1.9 مليار دولار على مدى خمس سنوات. وقد حكم على المحاسبين بالسجن لمدة تصل إلى 18 شهراً من محكمة مقاطعة طوكيو بعد أن اعتبر القاضي أن لهم «دورًا سلبيًا» في الجريمة. وكان هذا الإيقاف هو الأول من نوعه الذي فرض على شركة محاسبة كبرى في البلاد. واضطر العديد من أكبر عملاء الشركة إلى العثور على مراجعي حسابات بديلين قبل بدء الإيقاف في يوليو.
بعد فترة وجيزة من إيقاف تشوأوياما تصرفت برايس ووتر هاوس كوبرز بسرعة لوقف أي استنزاف ممكن للعملاء نتيجة لهذه الفضيحة. وأنشأت شركة برايس ووتر هاوس كوبرز آراتا وانتقل بعض المحاسبين في تشوأوياما (لكن معظم الأقسام الدولية) إلى الشركة الجديدة. استأنفت تشوأوياما عملياتها في 1 سبتمبر 2006 تحت اسم ميسوزو. ومع ذلك وبحلول هذه النقطة كان لدى الشركتين عدد عملاء أقل بنسبة 30٪ من عملاء تشوأوياما قبل إيقافها. تم حل ميسوزو في يوليو 2007.

### تسوية تيكو
في يوليو 2007 وافقت برايس ووتر هاوس كوبرز على دفع 229 مليون دولار أمريكي لتسوية دعوى قضائية جماعية قدمها المساهمون في تيكو العالمية المحدودة بسبب تزوير مالي بملايين الدولارات. تم إدانة الرئيس التنفيذي والمدير المالي لشركة تيكو بنهب 600 مليون دولار من الشركة.

### قضية ساتيام
في يناير 2009 تم انتقاد شركة برايس ووترهاوس كوبرز جنبا إلى جنب مع مروجي شركة ساتيام وهي شركة هندية لتكنولوجيا المعلومات مدرجة في بورصة نازداك في عملية احتيال بقيمة 1.5 مليار دولار. كتبت برايس ووترهاوس كوبرز خطابًا إلى مجلس إدارة شركة ساتيام بأن تدقيقها قد يكون «غير دقيق وغير موثوق به» بسبب الإفصاحات التي قدمها رئيس ساتيام (سابقاً) وسحب فيما بعد آراء التدقيق الخاصة به. كانت الذراع الأمريكية لشركة برايس ووترهاوس كوبرز في الولايات المتحدة «المراجعة عن الإيداعات الأمريكية لساتيام». وبالتالي تم رفع دعاوى قضائية في الولايات المتحدة مع شركة برايس ووترهاوس كوبرز. اتهم مكتب التحقيقات المركزي الهندي شريكين لشركة برايس واترهاوس كوبرز وسرينيفاس تالوري وسوبراماني غوبالاكريشنان بعلاقة مع فضيحة ساتيام. منذ أن اندلعت الفضيحة تقاعد سوبراماني غوبالاكريشنان من الشركة بعد بلوغ سن التقاعد الإلزامي في حين ظل تلوري موقوفا من الشركة.
في عام 2015 قالت برايس واترهاوس كوبرز الهند أنها أصيبت بخيبة أمل من حكم المحكمة على القضية «كما ذكرنا مرارًا لم يتم تقديم أي دليل على الإطلاق بأن أيًا من شركائنا السابقين سوبراماني غوبالاكريشنان أو سرينيفاس تالوري كانوا متورطين في التزوير الذي تقوده الإدارة في شركة ساتيام. نحن نفهم أن غوبال وتالوري يفكران في تقديم استئناف ضد هذا الحكم». وفي عام 2018 حظرت شركة برايس واترهاوس كوبرز من قبل هيئة الأوراق المالية الهندية من تقديم خدمات التدقيق للشركات المدرجة في البورصة لمدة عامين وغرمت شركة برايس واترهاوس كوبرز مبلغ مليوني دولار بالإضافة إلى الإيقاف.

### محاكمات يوكوس
كانت يوكوس شركة نفط وغاز روسية كانت هدفاً لملاحقات قضائية ذات دوافع سياسية من قبل السلطات الروسية. تم بيع أصول الشركة للضرائب غير المدفوعة المزعومة وأعلن إفلاسها. كانت عمليات مراجعة حسابات برايس ووترهاوس كوبرز بمثابة الأساس لدفاع الشركة في سلسلة من المحاكمات المستمرة ضد الرئيس التنفيذي السابق ميخائيل خودوركوفسكي والمساهم السابق في الأغلبية بلاتون ليبيديف. ثم ذهبت السلطات الروسية بعد برايس ووترهاوس كوبرز. وفي مارس 2007 داهمت الشرطة مكاتب شركة برايس ووترهاوس كوبرز في موسكو وصادرت وثائق تتعلق بشركة يوكوس واتهمت شركة برايس ووترهاوس كوبرز وأدانتها بعدم دفع 243 مليون روبل أو 9.4 مليون دولار كضرائب. سحبت شركة برايس ووترهاوس كوبرز عمليات التدقيق في يوكوس وبعد أقل من أسبوعين قامت السلطات بتطهير شركة برايس ووترهاوس كوبرز من أي مخالفات فيما يتعلق بمراجعة الحسابات.
«في عام 2007 ومع توقع الإفراج المشروط في الأفق قام نفس المدعين العامين - مع ما يبدو أنه تواطؤ لشركة برايس ووترهاوس كوبرز شركة المحاسبة في يوكوس منذ فترة طويلة - بإدانة الرجلين (ميخائيل ب. خودوركوفسكي وبلاتون ليبيديف) مرة أخرى جولة جديدة من رسوم كافكا».
في عام 2010 تم الكشف عن أن الحكومة الروسية وضعت ضغوطا على شركة برايس ووترهاوس كوبرز لسحب عمليات التدقيق.
وذكرت برقية من السفارة الأمريكية في موسكو أن المحاكمة ذات دوافع سياسية وأن الإيداع في محكمة أمريكية من قبل شركة برايس ووترهاوس كوبرز قد يُظهر أن شركة برايس ووترهاوس كوبرز قد ضغطت عليها الحكومة الروسية لسحب عمليات التدقيق السابقة في يوكوس. وأشار مصدر في السفارة إلى أنه إذا لم يتم سحب عمليات التدقيق بشكل صحيح «فإن ذلك سيؤدي إلى تشويه سمعة شركة برايس ووترهاوس كوبرز الدولية».

### جلوبل تراست بنك ليمتد ودي إس كيو سوفتوير
تقوم وكالة المعايير المحاسبية الهندية بالتحقيق مع شركاء شركة برايس ووترهاوس كوبرز للإهمال المهني في قضية بنك غلوبال ترست المحدود لعام 2007 مثل ساتيام كما كان مقر البنك العالمي في حيدر آباد. أدى هذا إلى منع بنك الاحتياطي الهندي برايس ووترهاوس كوبرز من مراجعة أي شركة مالية لأكثر من عام. كما كانت برايس ووترهاوس كوبرز مرتبطة بفضيحة المحاسبة في دي إس كيو للبرمجيات في الهند. بعد فضيحة «ساتيام» طلبت «جمعية شكاوى المستثمر الصغير» ومقرها مومباي من هيئة الأوراق المالية الهندية أن تحظر شركة برايس ووترهاوس كوبرز بشكل دائم واستولت على أصولها في الهند متذرعة بمزيد من الفضائح مثل «التلاعب في أسهم كيتان باريخ».

### قضية ترانس نفط روسيا
عند الانتهاء من بناء خط أنابيب إسبو (شرق سيبيريا والمحيط الهادئ) بواسطة ترانس نفط في ديسمبر 2010 اقترح تقرير رسمي من غرفة تدقيق الاتحاد الروسي أن أربعة مليارات دولار قد تمت سرقتها من قبل المطلعين على شؤون ترانس نفط. دعا رئيس مجلس الاتحاد سيرجي ميرونوف إلى إجراء تحقيق. وقد اتهم أليكسي نافالني وهو مساهم في أقلية في ترانس نفط ومحامٍ الشركة بارتكاب مخالفات في مدونته الشخصية وانتقد شركة برايس ووترهاوس كوبرز مراقبي ترانس نفط بتجاهل تحذيراته. ونفت برايس ووترهاوس كوبرز ارتكاب أي مخالفة قائلة: «نعتقد أنه لا يوجد على الإطلاق أي أساس لمثل هذه الادعاءات ونحن نقف وراء عملنا لصالح منظمة ترانس نفط».

### نورثرن روك
في عام 2007 تم انتقاد شركة برايس ووتر هاوس كوبرز من قبل لجنة اختيار الخزانة في برلمان المملكة المتحدة لمساعدة بنك نورثرن روك وهي شركة تابعة للشركة لبيع أصول الرهن العقاري في حين تعمل أيضًا كمدققة حسابات. في عام 2011 انتقد أحد لجان مجلس اللوردات شركة برايس ووتر هاوس كوبرز لعدم لفت الانتباه إلى المخاطر في نموذج الأعمال الذي اتبعه نورثرن روك والذي تم إنقاذه من قبل حكومة المملكة المتحدة خلال الأزمة المالية.

### جي بي مورغان لتدقيق الأوراق المالية
في عام 2012 فرض مجلس المحاسبة التأديبي والاكتواري في المملكة المتحدة غرامة على شركة برايس ووتر هاوس كوبرز بقيمة 1.4 مليون جنيه استرليني بسبب تقديم تقارير خاطئة إلى هيئة الخدمات المالية التي امتثلت لجي بي مورغان لتدقيق الأوراق المالية مع قواعد أموال العميل التي تحمي أموال العملاء. وقد أهمل المحاسبون التحقق مما إذا كان لدى جي بي مورغان أنظمة صحيحة وفشلوا في جمع الأدلة الكافية لتشكيل آراء حول هذه القضية ونتيجة لذلك فشلوا في الإبلاغ عن فشل جي بي مورغان في حجز أموال العملاء منفصلة عن أموال جي بي مورغان. إنها أعظم عقوبة تتم إدارتها لشركة محاسبة مهنية في المملكة المتحدة.

### خصخصة المياه في دلهي
وجد البنك الدولي أن «برايس ووترهاوس كوبرز» يفضله على نحو غير أخلاقي في محاولة لخصخصة نظام توزيع المياه في دلهي بالهند وهو جهد يزعم المحققون أنه فاسد. عندما تم تقديم العطاءات فشلت برايس ووترهاوس كوبرز مراراً وتكراراً في كل جولة وضغط البنك الدولي في كل حالة على برايس ووترهاوس كوبرز ليتم دفعه إلى الجولة التالية وبالتالي الفوز بالعطاء. وانتهت جهود الخصخصة عندما تم إجراء تحقيق من قبل أرفيند كيجريوال ومن المنظمة غير الحكومية باريفارتان في عام 2005. بعد تقديم طلب الحصول على المعلومات تلقت باريفارتان 9000 صفحة من المراسلات والتشاور مع البنك الدولي حيث تم الكشف عن أن خصخصة إمدادات المياه في دلهي ستوفر رواتب قدرها 25000 دولار في الشهر لأربعة مديرين من كل 21 منطقة مائية والتي بلغت أكثر من 25 مليون دولار في السنة وزيادة الميزانية بنسبة تزيد عن 60٪ وضرائب المياه 9 مرات.
اقترب من باريفارتان في دلهي في عام 2004 مجلس دلهي جال الذي يدير نظام المياه في دلهي في أعقاب تقرير صادر عن صحيفة العصر الآسيوي حيث تم الكشف عن الخطة للجمهور لأول مرة. نفى مجلس دلهي جال وجود المشروع ولكن بعد الاستئناف تم منح طلب «اكتب إلى المعلومات». كشفت الوثائق أن المشروع بدأ في عام 1998 في سرية تامة داخل إدارة مجلس دلهي جال. وقد اقترب مجلس دلهي جال من البنك الدولي للحصول على قرض لتحسين نظام المياه الذي وافق عليه وبدأت الجهود من خلال قرض استشاري بقيمة 2.5 مليون دولار. كان بإمكان حكومة دلهي أن توفر المال بسهولة وكان من الممكن رفع نسبة الفائدة التي كان من المقرر أن يقرضها البنك الدولي بنسبة 12٪ في أسواق رأس المال بنسبة 6٪. بعد التشاور تم تقديم 35 عرضًا من الشركات متعددة الجنسيات من بينها ست قوائم قصيرة. عندما كانت شركة برايس ووترهاوس كوبرز في المركز العاشر قال البنك الدولي أنه يجب أن تكون شركة واحدة على الأقل من دولة نامية ومنذ أن قدمت شركة برايس ووترهاوس كوبرز العرض من مكتبها في كلكتا أطلق عليها اسم شركة «هندية» وتم إسقاطها إلى المرتبة السادسة. عندما فشلت برايس ووتر هاوس كوبرز في الجولة الثانية ضغط البنك الدولي على مجلس دلهي جال للبدء من جديد بجولة جديدة من العطاءات. ونجحت شركة واحدة فقط في الجولة الجديدة التي لم تكن شركة برايس ووترهاوس كوبرز وكان لدى البنك الدولي أدنى درجات من مقيم تم طرحه. تم منح العقد لشركة برايس ووتر هاوس كوبرز في عام 2001. بعد التحقيق من قبل باريفارتان شنت حملة من قبل كيجريوال وأرونا روي ونشطاء آخرين في أنحاء دلهي وسحب مجلس دلهي جال طلب القرض إلى البنك الدولي.

### كاتلز
في عام 2013 قامت شركة كاتلز باتخاذ إجراء قانوني ضد شركة برايس ووتر هاوس كوبرز في المملكة المتحدة فيما يتعلق بالتدقيق في عامي 2006 و 2007 بدعوى أنها فشلت في إجراء تحقيقات كافية. اكتشفت كاتلز وهي شركة تمويل مستهلك في المملكة المتحدة في وقت لاحق نقاط ضعف في التحكم تسببت في أن يكون دفتر القروض الخاص بها مبالغًا بشكل كبير في ميزانيتها العمومية بعد أن تم إدراجها كشركة FTSE250 فقد بعد ذلك إدراجها. عارضت برايس ووتر هاوس كوبرز هذه المطالبة القانونية. تم تسوية المطالبة خارج المحكمة بشروط لم يتم الكشف عنها.
أصدر مجلس التقارير المالية غرامة قدرها 2.3 مليون جنيه استرليني على شركة برايس ووترهاوس كوبرز وأمر الشركة بدفع 750000 جنيه استرليني التكاليف بعد تحقيقها في مراجعة الحسابات 2007 من كاتلز وفرعها التجاري الرئيسي. وأقرت شركة برايس ووترهاوس كوبرز بأن «سلوكها قد انخفض بدرجة كبيرة عن المعايير التي يمكن توقعها بشكل معقول من شركة عضو» فيما يتعلق بالبيانات المالية لعام 2007. قال مجلس التقارير المالية أن شركة برايس ووتر هاوس كوبرز ليس لديها أدلة تدقيق كافية عن مدى كفاية مخصصات خسائر القروض.

### تقرير مجلس الرقابة على الشركات العامة عن عمليات التفتيش على مراجعة الحسابات
حدد تقرير مجلس الرقابة على الشركات العامة عن أعمال المراجعة التي قامت بها شركة برايس ووترهاوس كوبرز في عام 2014 فيما يتعلق بالشركات العامة الأمريكية أوجه القصور الكبيرة في 17 من أصل 58 مراجعة تم فحصها. حدد تقرير مجلس الرقابة على الشركات العامة عن العمل المنجز في عام 2015 أوجه قصور كبيرة في 12 مراجعة من أصل 55 مراجعة.

### كوين التأمين
تتم مقاضاة شركة برايس ووتر هاوس كوبرز إيرلندا من قِبل المسؤولين المشتركين في كوين للتأمين المحدودة مقابل مليار يورو. بعد أن تم تدقيقها من قبل شركة برايس ووتر هاوس كوبرز للسنوات من 2005 إلى 2008 دخلت كوين للتأمين المحدودة في الإدارة في عام 2010. يزعم المسؤولون أن برايس ووتر هاوس كوبرز كان يجب أن يكون قد تم تحديده بشكل خاطئ ماديًا لأحكام كوين للتأمين المحدودة للمطالبات.

### شركة كونوت
تم تأسيس شركة كونوت وهي شركة بريطانية سابقة تعمل في مجال FTSE 250 تعمل في مجال صيانة الممتلكات في الإسكان الاجتماعي والقطاع العام في عام 2010 بعد الإبلاغ عن خسائر مادية. في عام 2017 وجه مجلس التقارير المالية انتقادات شديدة إلى شركة برايس ووتر هاوس كوبرز وشريكها في التدقيق بعد التحقيق في سلوكهما فيما يتعلق بمراجعة كونوت لعام 2009. غرمت برايس ووترهاوس كوبرز غرامة قياسية قدرها 5 ملايين جنيه إسترليني.

### تيسكو
عام 2014 أعلنت شركة تيسكو وهي شركة تجارة التجزئة في المملكة المتحدة أنها بالغت في أرباحها بمبلغ 263 مليون جنيه إسترليني عن طريق تقديم خصومات خاطئة مع الموردين. شرع مجلس التقارير المالية في إجراء تحقيق في الممارسات المحاسبية في تيسكو وفي إدارة شركة برايس ووترهاوس كوبرز في إجراء عمليات مراجعة الحسابات في 2012 و 2013 و 2014. وكان اثنان من أعضاء لجنة التدقيق في تيسكو المسؤولة عن مراقبة علاقة تيسكو مع مراجعي حساباتها قد عملوا في السابق لشركة برايس ووتر هاوس كوبرز بما في ذلك رئيسها كن هانا في وقت لاحق انهار. في عام 2015 تم استبدال شركة برايس ووترهاوس كوبرز كمدقق حسابات في تيسكو منهية مشاركة لمدة 32 عامًا بعد عملية مناقصة لم يشاركوا فيها. في يونيو 2017 قال مجلس التقارير المالية أنه لا يوجد «احتمال واقعي» بأن تحاكم هيئة من هيئة الرقابة على الحسابات في المملكة المتحدة ضد المدقق برايس ووتر هاوس كوبرز بشأن تورطه في قضية تيسكو 2014.

### بنك طوكيو-ميتسوبيشي يو إف جي
في عام 2014 تم التحقيق مع بنك طوكيو-ميتسوبيشي يو إف جي من قبل المنظمين في القطاع المصرفي في نيويورك حول دوره في دفع المدفوعات للعملاء الإيرانيين من خلال فرع نيويورك في انتهاك للجزاءات الأمريكية. وقد تبين أن شركة برايس ووترهاوس كوبرز قد غيرت تقرير تحقيق حول هذه القضية وتم تغريم شركة برايس ووترهاوس كوبرز نفسها بمبلغ 25 مليون دولار فيما يتعلق بهذه المسألة.

### تسريبات لوكسمبورغ

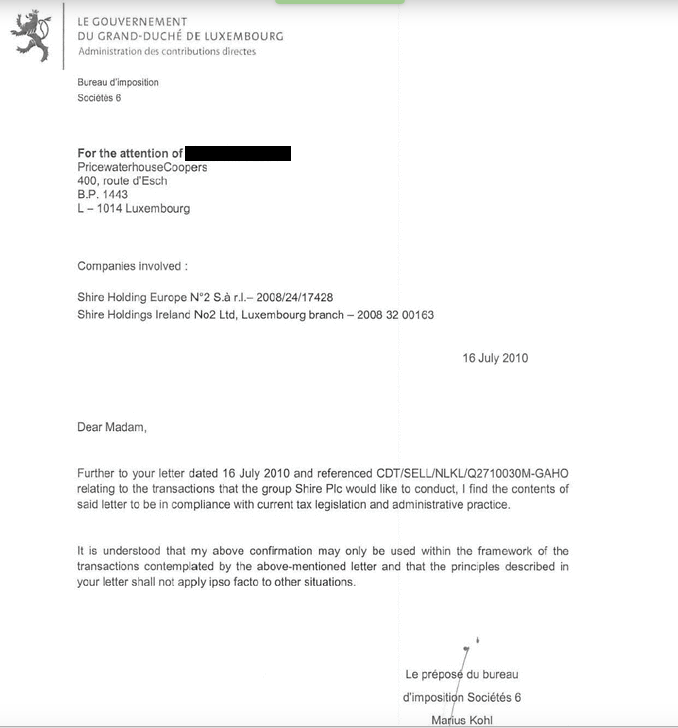
واحدة من الأحكام الضريبية لتسريبات لوكسمبورغ التي تم التفاوض عليها من قبل شركة برايس ووترهاوس كوبرز.

ساعدت الشركة الشركات متعددة الجنسيات في الحصول على 548 حكم ضريبي قانوني في لوكسمبورغ بين عامي 2002 و 2010. وتوفر الأحكام تأكيدًا مكتوبًا بأن خطط توفير الضرائب لدى الشركات ستنظر إليها بشكل إيجابي من قبل سلطات لوكسمبورغ. أنقذت الشركات مليارات الدولارات من الضرائب بهذه الترتيبات. دفعت بعض الشركات أقل من 1 في المائة من الضرائب على الأرباح التي انتقلت إلى لوكسمبورغ. قدم الموظفون أو الموظفون السابقون في برايس ووتر هاوس كوبرز وثائق عن الأحكام للصحفيين. كان رئيس الضرائب في برايس ووتر هاوس كوبرز المملكة المتحدة أمام لجنة الحسابات العامة في المملكة المتحدة وتم استجوابه بشأن الكذب فيما يتعلق بتسويق مخططات تجنب الضرائب هذه. وقال للجنة أن التمويل والاستثمار والهيكل الضريبي قانوني ومعروف لدى الحكومة البريطانية. «إذا كنت ترغب في تغيير نظام الضرائب فيمكن للسياسيين تغيير النظام الضريبي في لوكسمبورغ». جذب الإفصاح الاهتمام الدولي والتعليق على مخططات تجنب الضرائب في لوكسمبورغ والملاذات الضريبية الأخرى. وأدى الكشف في وقت لاحق إلى سلسلة من التدابير على نطاق الاتحاد الأوروبي تهدف إلى تنظيم مخططات تجنب الضرائب والتحقيقات الضريبية في العديد من شركات الاتحاد الأوروبي. بدأت برايس ووتر هاوس كوبرز اتهامات ضد اثنين من المبلغين عن المخالفات التي كشفت الجدل الضريبي في تسريبات لوكسمبورغ. في مارس 2017 أيدت محكمة الاستئناف في لكسمبرغ قناعاتها ولكن مع عقوبات مخففة.

### بتروبراس البرازيل
رفعت مؤسسة بيل ومليندا غيتس لمؤسس شركة مايكروسوفت بيل غيتس دعوى قضائية على شركة النفط البرازيلية بتروبراز وشركة المحاسبة برايس ووترهاوس كوبرز البرازيلية حول خسائر الاستثمار بسبب الفساد في بتروبراز. زعمت الإيداعات أيضا أن شركة برايس ووترهاوس كوبرز للاستعراضات التابعة لشركة برايس ووترهاوس كوبرز لعبت دورا هاما من خلال إثبات البيانات المالية لشركة بتروبراس وتجاهل التحذيرات.

### أستراليا
الرئيس التنفيذي لوقا سايرز هو مؤيد قوي لزواج المثليين وكانت الشركة تعد تقريرا في عام 2016 مع توقع التكلفة المفرطة لاستفتاء حول هذه القضية. ترك مارك ألابي وهو مسؤول تنفيذي كبير في برايس ووتر هاوس كوبرز مجلس إدارة اللوبي المسيحي الأسترالي وهي مجموعة تشن حملة ضد زواج المثليين في أعقاب الغضب.
قلل مركز مركز عملاق «سنترو» من التزاماته الحالية بأكثر من 3 مليارات دولار وانهار تقريبا عندما لم يتمكن من إعادة تمويل ديونه خلال الأزمة المالية العالمية. كانت برايس ووترهاوس كوبرز مديرة حسابات سنترو واعترفت بالإهمال. دفع كل من «سنترو» و «برايس ووترهاوس كوبرز» تسوية بقيمة 200 مليون دولار لحل قضية حملة الأسهم وهي الأكبر على الإطلاق في أستراليا.

### برتش هوم ستورز
يتم التحقيق مع شركة برايس ووترهاوس كوبرز في المملكة المتحدة من قبل مجلس التقارير المالية حول سلوكها فيما يتعلق بتدقيق حسابات برتش هوم ستورز للسنة المنتهية في 30 أغسطس 2014. أكملت شركة برايس ووترهاوس كوبرز تدقيقها للبيانات المالية التي وصفت برتش هوم ستورز على أساس أنها مستمرة قبل أيام من بيعها مقابل 1 جنيه استرليني إلى كونسورتيوم بدون خبرة في البيع بالتجزئة. انهارت بي اتش اس في العام التالي مع وجود عجز كبير في صندوق المعاشات.

### قضية سوء تصرف إم إف غلوبال
في عام 2016 رفض القاضي الفيدرالي للولايات المتحدة مطالبة شركة برايس ووترهاوس كوبرز برفض دعوى قضائية قيمتها 3 مليارات دولار تتهم شركة المحاسبة بسوء التصرف المهني للمساعدة في التسبب في إفلاس شركة إم إف غلوبال هولدينغز المحدودة في أكتوبر 2011 وهي شركة وساطة كان يديرها في السابق حاكم ولاية نيوجيرسي السابق جون كورزاين.

### مجموعة بي تي إيطاليا
ذكرت مجموعة بي تي (الاتصالات البريطانية) وهي شركة تابعة لشركة برايس ووترهاوس كوبرز في عام 2017 أن الأرباح في فرعها الإيطالي قد تجاوزت قيمتها 530 مليون جنيه إسترليني. وبحسب ما ورد سعت مجموعة بي تي إلى الاستبدال الفوري لبرايس ووتر هاوس كوبرز كمدققين في أعقاب انهيار الثقة ولكن كانت هناك علاقات تجارية قائمة مع شركات الأربع الكبار الأخرى التي من شأنها أن تمنع تعيينها المبكر. وذكرت مجموعة بي تي لاحقا أن مراجعتها ستطرح للمناقصة لتحديد بديل لشركة برايس ووتر هاوس كوبرز. بدأ مجلس التقارير المالية تحقيقا في مراجعة برايس ووتر هاوس كوبرز لمجموعة بي تي.

### قضية ليزو
تقوم محكمة إسبانيا الوطنية بالتحقيق مع شركة برايس ووتر هاوس كوبرز إسبانيا كجزء من قضية ليزو بسبب مشاركتها في عمليات اختلاس الأموال العامة وتخصيصها لتمويل حزب سياسي حزب الشعب بشكل غير قانوني في منطقة مدريد.

### برايفت بنك
قام البنك الوطني الأوكراني في يوليو 2017 بإزالة ترخيص مراجعة الحسابات الخاص به من قبل البنك الوطني لأوكرانيا بسبب «التحقق من المعلومات المالية غير الصحيحة» مما أدى إلى ثقب في الميزانية قدره 5.5 مليار دولار في برايفت بنك. اضطرت حكومة أوكرانيا لإنقاذ برايفت بنك عن طريق التأميم في عام 2016 لحماية عملائها 20 مليون.

### حالة إسنك
في ديسمبر 2016 اكتشف الباحثون في إسنك وجود ثغرة في برنامج برايس ووتر هاوس كوبرز مما قد يسمح لطرف خبيث بالتلاعب في المستندات المحاسبية والنتائج المالية وتجاوز ضوابط إدارة التغيير وتجاوز القيود المفروضة على الفصل بين الواجبات والتي قد تؤدي إلى الاحتيال أو السرقة أو التلاعب في البيانات الحساسة وكذلك معاملات الدفع غير المصرح بها ونقل الأموال. حاولت شركة برايس ووترهاوس كوبرز قمع هذا البحث من خلال الوسائل القانونية وأمر «التوقف والكف» لكن الباحثين نشروا النتائج التي توصلوا إليها بغض النظر.

### الاحتيال في كوراكاو
ساعدت شركة برايس ووترهاوس كوبرز الملياردير هوشانغ أنصاري في الاحتيال على صندوق معاشات تقاعدية في كوراكاو من خلال إنشاء شركات وهمية استنزفت الصندوق.

## التقدير
- كانت برايس ووترهاوس كوبرز جنبا إلى جنب مع مجموعة بي أيه الاستشارية وديلويت وكيه بي إم جي هي الشركات الاستشارية الأربعة الوحيدة في المملكة المتحدة التي تم اختيارها من بين أفضل 25 شركة تعمل في عام 2017.[261]
- صنّفت برايس ووترهاوس كوبرز في المرتبة التاسعة من مجلة الاستشارات في أفضل الشركات لعام 2016 للعمل من أجل الترتيب المنشور في إصدارها في سبتمبر 2016.[262]
- صنفت براند فاينانس برايس ووترهاوس كوبرز بين أكثر 500 علامة تجارية قيمة في العالم في عام 2017.[263]
- حازت جوائز التنوع الأوروبي على جائزة «أفضل صاحب عمل للعام» في عام 2015.[264]
- فازت ممارسة برايس ووترهاوس كوبرز للقطاع العام بجائزة مالكولم بالدريدج الوطنية للجودة في عام 2014.[265]
- حصلت برايس ووترهاوس كوبرز على خمس نجوم كاملة على مؤشر مسؤولية الشركات لدى الأعمال في المجتمع لعدة سنوات وحققتها مرة أخرى في عام 2016 بنسبة 99٪. كانوا واحدا من أربع شركات خدمات مهنية فقط للقيام بذلك.[266]
- وضعت تصنيفات شركة فولت للمحاسبة شركة برايس ووترهاوس كوبرز في المرتبة الأولى في ثلاثة قوائم وهي المحاسبة والهيبة والتنوع العام.[267]
- صنفت غارتنر شركة برايس ووترهاوس كوبرز في المرتبة الأولى من بين شركات الاستشارات المالية.[268]